# Filippikos (bysantinsk kejsare)
Filippikos (född Bardanes), död 713 var bysantinsk kejsare 711-713.